# Enrique Peña Nieto
Enrique Peña Nieto (ur. 20 lipca 1966 w Atlacomulco w stanie Meksyk) – meksykański polityk, deputowany do Izby Deputowanych od 2003 do 2005, gubernator stanu Meksyk w latach 2005–2011. Zwycięzca wyborów prezydenckich w 2012, w latach 2012–2018 prezydent Meksyku.

## Młodość i edukacja
Enrique Peña Nieto urodził się w 1966 w Atlacomulco jako najstarszy z czworga rodzeństwa. Jego ojciec, Gilberto Enrique Peña del Mazo (1937–2005), był inżynierem, a matka, María del Socorro Nieto Sánchez, nauczycielką. W 1977, w wieku 11 lat, przeprowadził się wraz z rodziną do miasta Toluca, gdzie rozpoczął naukę w gimnazjum Escuela Secundaria No. 5 Anexa przy Escuela Normal Superior del Estado de México (ENSEM). W 1978 wyjechał na roczne stypendium naukowe do Paryża.
W 1981 rozpoczął naukę w Instituto Cultural Paideia. W 1984 przeniósł się do miasta Meksyk, gdzie rozpoczął studia prawnicze na Uniwersytecie Panamerykańskim, które ukończył w 1989. W 1995 uzyskał dyplom MBA na Instituto Tecnológico y de Estudios Superiores de Monterrey (ITESM) w Monterrey.
Pierwszą pracę zawodową podjął w czasie studiów. W 1985 został zatrudniony jako asystent w kancelarii prawniczej Laffan Muse y Kaye oraz rozpoczął pracę w firmie Corporación Industrial San Luis, zajmującą się produkcją części samochodowych. W latach 1986–1988 pracował jako notariusz w jednej ze stołecznych dzielnic.

## Kariera polityczna
W pierwszy kontakt z życiem politycznym wszedł w wieku kilkunastu lat, gdy w latach 70. razem z ojcem brał udział w spotkaniach wyborczych przyszłego gubernatora stanu Meksyk, Jorge Jiménez Cantú, który był przyjacielem rodziny. W 1981 brał już aktywnie udział w kampanii wyborczej jego następcy, Alfredo del Mazo González, który był kuzynem ojca, kolportując ulotki wyborcze. W 1984 oficjalnie wstąpił do Partii Rewolucyjno-Instytucjonalnej (PRI), rządzącej krajem od kilkudziesięciu lat.
W pierwszej połowie lat 90. działał w kilku organizacjach społecznych i obywatelskich. W 1990 został sekretarzem w strukturach organizacji Confederación Nacional de Organizaciones Populares (CNOP). W latach 1990–1993 był delegatem kilku dzielnic Meksyku do organizacji Frente Nacional de Organizaciones y Ciudadanos (FNOC). W 1993 współfinansował i współtworzył kampanię wyborczą Emilio Chuayffeta Chemora, a po objęciu przez niego stanowisko gubernatora stanu Meksyk, do 1998 pełnił w jego administracji funkcję szefa sztabu sekretarza rozwoju gospodarczego.
W 1999 brał udział w kampanii wyborczej kolejnego gubernatora stanu Meksyk i swego krewnego, Arturo Montiela Rojasa. Po objęciu przez niego urzędu, od 1999 do 2000 pełnił funkcję podsekretarza w administracji federalnej. W administracji lokalnej stanu Meksyk objął natomiast w 2000 stanowisko sekretarza administracji, które zajmował do 2002.
W 2003 znalazł się na liście wyborczej PRI, reprezentując okręg Atlacomulco. W wyborach parlamentarnych 6 lipca 2003 zdobył mandat deputowanego do Izby Deputowanych, który oficjalnie objął 5 września 2003. Pełnił go do 14 stycznia 2005, kiedy zrezygnował z urzędu, by ubiegać się o stanowisko gubernatora stanu Meksyk.
12 lutego 2005 został oficjalnie mianowany kandydatem PRI na to stanowisko. W czasie kampanii wyborczej przedstawił swój program polityczny w postaci 608 zobowiązań, które podpisał w obecności notariusza. Obejmowały one zobowiązania rozbudowy infrastruktury, budowy nowych dróg, poprawy funkcjonowania transportu publicznego, budowy nowych placówek zdrowotnych i polepszenia sytuacji w służbie zdrowia oraz poszerzenia świadczeń socjalnych. W wyborach 3 lipca 2005 uzyskał 47,6% głosów poparcia. Pokonał kandydatów partii PAN i PRD, którzy zdobyli po 24% głosów. Urząd objął 15 września 2005.
Urząd gubernatora zajmował do 15 września 2011, kiedy po wyborach z lipca 2011 zastąpił go Eruviel Ávila Villegas, również z PRI. W tym czasie Peña Nieto rozpoczął już przygotowania do ubiegania się o nominację partyjną w wyborach prezydenckich w 2012.

## Kampania prezydencka

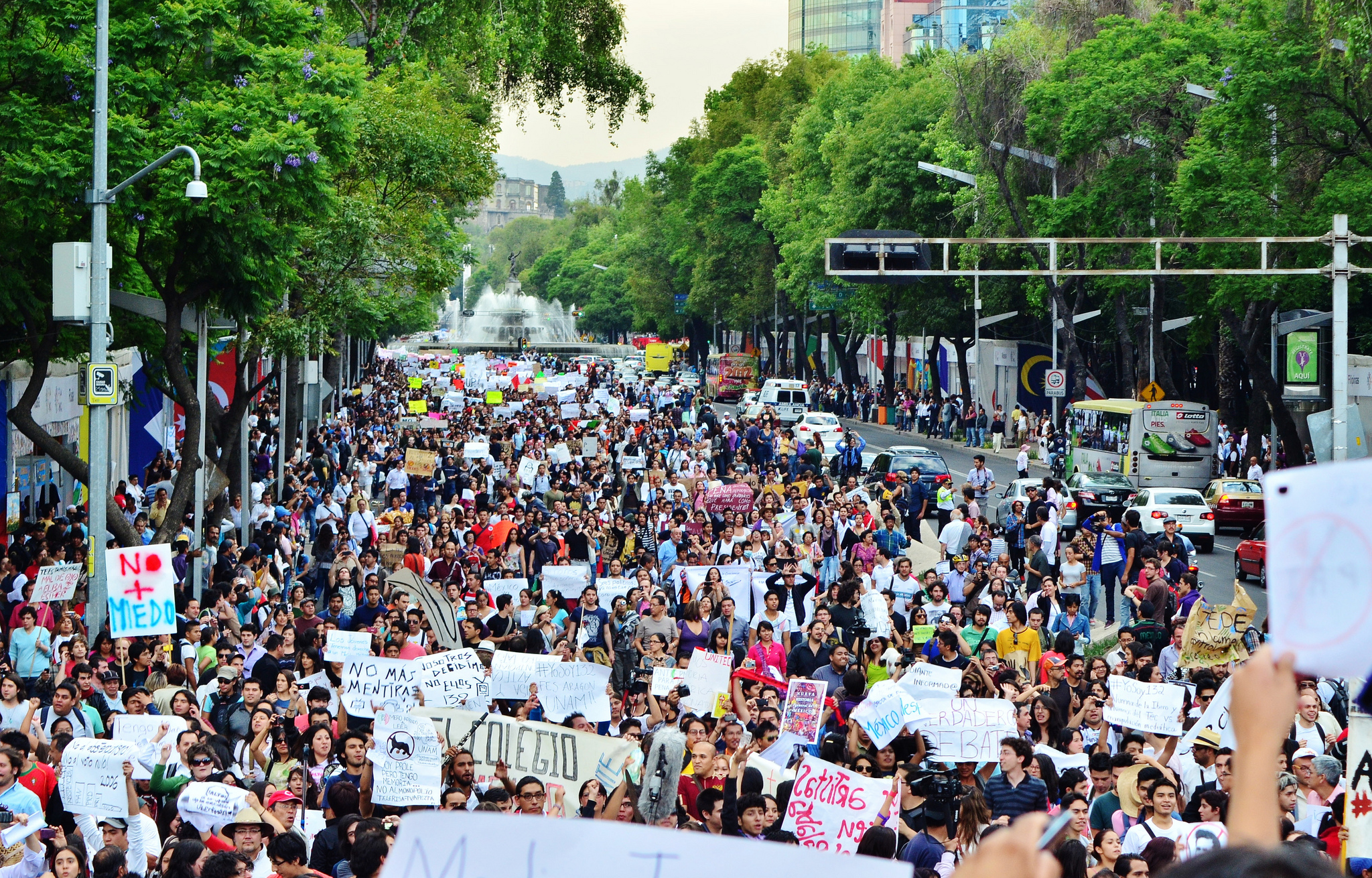
Demonstracja ruchu Yo Soy 132, maj 2012

27 listopada 2011 Enrique Peña Nieto oficjalnie przedstawił swoją kandydaturę na kandydata PRI w wyborach prezydenckich. W tym samym miesiącu z ubiegania się o nominację zrezygnował jego główny rywal, przewodniczący Senatu Manlio Fabio Beltrones, co otworzyło mu drogę do zwycięstwa. W sondażach przedwyborczych utrzymywał wówczas przewagę rzędu 20% nad każdym innym z potencjalnych kandydatów do prezydentury. 17 grudnia 2011 władze partii zatwierdziły go jako kandydata do nominacji.
Nominację prezydencką PRI otrzymał oficjalnie 12 marca 2012 w czasie wiecu w Guanajuato, uzyskując również poparcie ze strony partii zielonych Partido Verde Ecologista de México (PVEM). 29 marca 2012 komisja wyborcza zatwierdziła ostatecznie listę czworga kandydatów do wyborów prezydenckich. 30 marca 2012 rozpoczęła się kampania wyborcza, którą Peña Nieto zainaugurował od wiecu w Guadalajarze. Jego głównymi rywalami w wyścigu wyborczym byli Andrés Manuel López Obrador z PRD oraz Josefina Vázquez Mota z PAN. Na starcie kampanii Peña Nieto utrzymywał w sondażach przewagę 10 punktów procentowych nad rywalami.
W swoim programie wyborczym głosił potrzebę poprawy warunków życia zwykłych obywateli oraz kładł nacisk na zwalczanie przestępczości, przypadków morderstw i porwań oraz walkę z kartelami narkotykowymi, z rąk których rocznie ginęło w kraju ok. 50 tys. mieszkańców.
10 maja 2012, w czasie jego wystąpienia na Universidad Iberoamericana, grupa studentów i słuchaczy wystąpiła z krytyką jego programu i polityki w czasie pełnienia stanowiska gubernatora. Zarzuciła mu wówczas bliskie powiązania ze środowiskiem medialnym i wykorzystywanie powiązań z najsilniejszą w Meksyku grupą medialną Televisa do celów politycznych w czasie pełnienia urzędu oraz w czasie kampanii. Sztab PRI próbował bagatelizować wydarzenie, przypisując je nie studentom, a agitatorom politycznym z przeciwnych obozów. W odpowiedzi, 131 studentów zamieściło nagranie w serwisie YouTube, prezentując własne legitymacje studenckie. W solidarności z nimi, obywatele rozpoczęli zamieszczanie na serwisach społecznościowych wpisów „Jestem 132. studentem”, co zapoczątkowało i dało nazwę całemu ruchowi społecznego niezadowolenia, Yo Soy 132 (Jestem 132.), występującemu przeciwko kandydaturze Peñy Nieto. W kolejnych tygodniach członkowie ruchu organizowali wielotysięczne demonstracje.

## Wybory prezydenckie

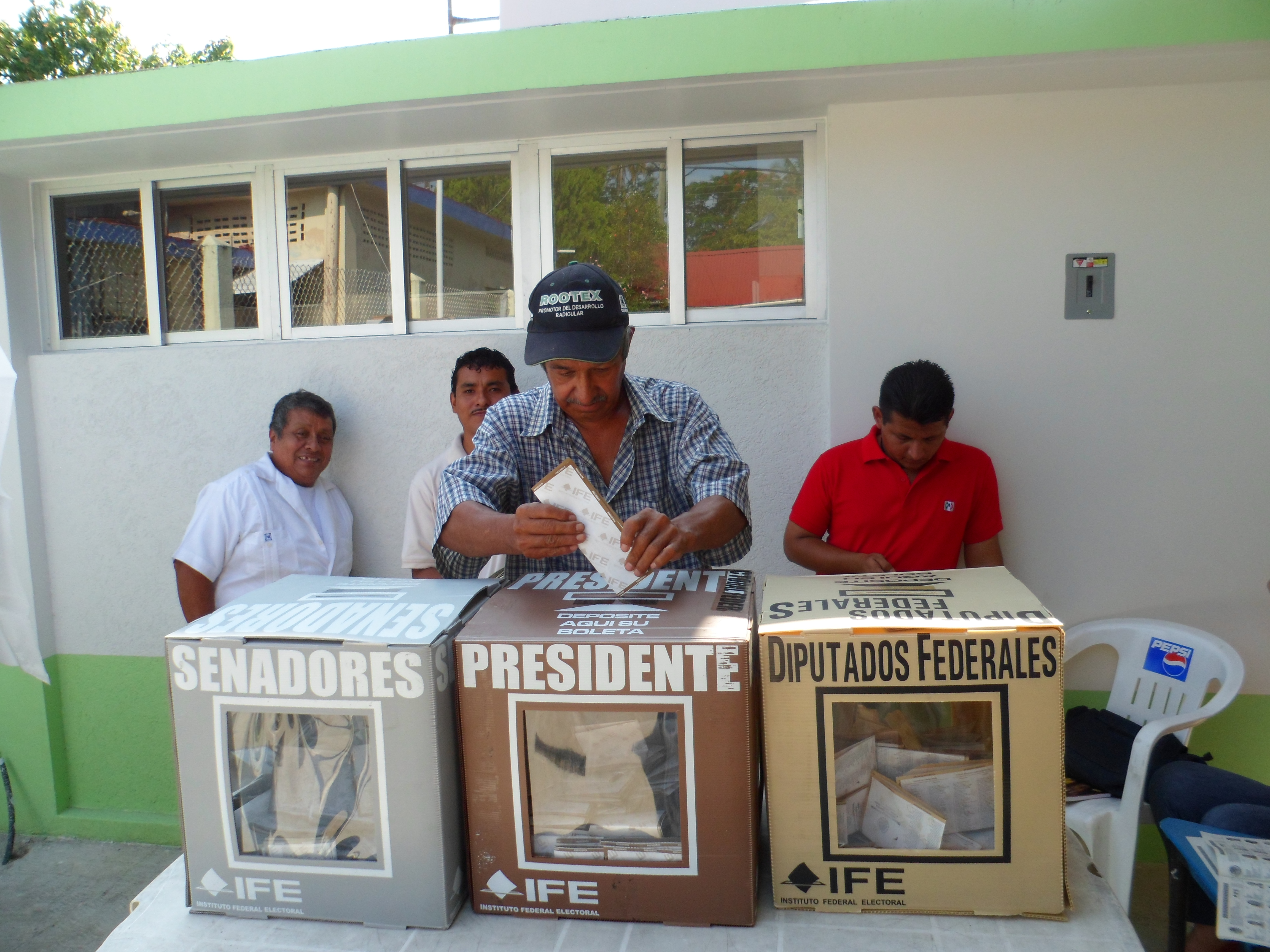
Głosowanie w wyborach, lipiec 2012

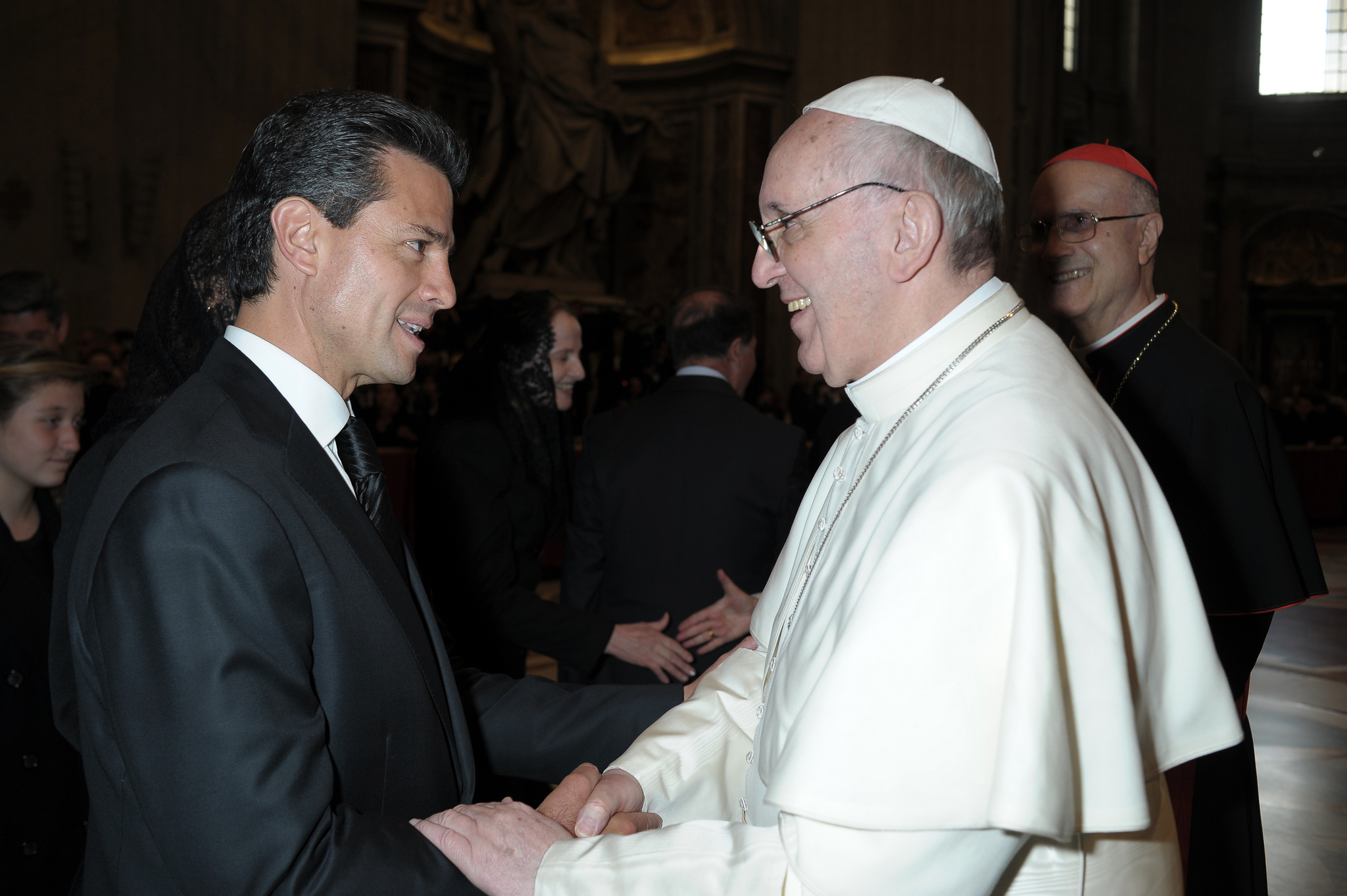
Enrique Peña Nieto i papież Franciszek podczas jego inauguracji, 19 marca 2013

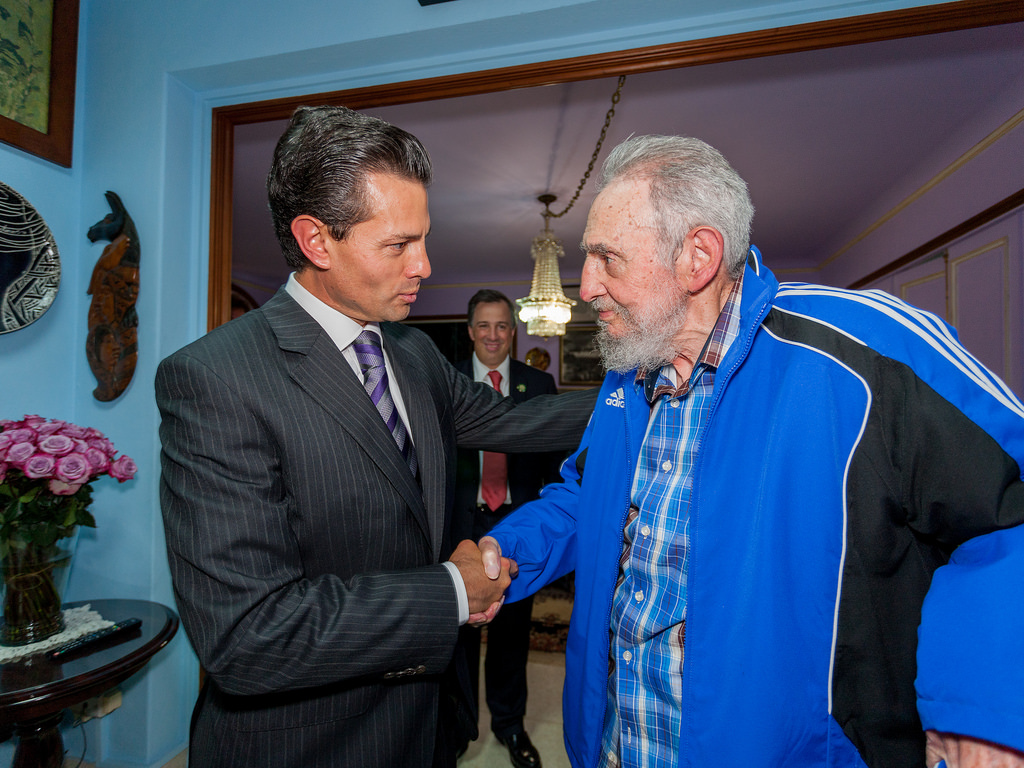
Enrique Peña Nieto i Fidel Castro, 5 marca 2014

W wyborach prezydenckich przeprowadzonych 1 lipca 2012, według wstępnych wyników ogłoszonych przez komisję wyborczą, Peña Nieto uzyskał 38,15% głosów, wygrywając z Lópezem Obradorem (31,64% głosów). Jego główny rywal nie uznał jednakże swojej przegranej i zażądał powtórnego przeliczenia głosów, zarzucając Peñie Nieto naruszenia prawa wyborczego, w tym kupowanie głosów wyborców, przekroczenie limitu wydatków na kampanię wyborczą oraz wykorzystywanie publicznych mediów do celów politycznych. Opierając się na doniesieniach sztabu PRD, komisja wyborcza zadecydowała o przeliczeniu głosów z 78 469 lokali wyborczych spośród ich całkowitej liczby 143 tysięcy. 6 lipca 2012 potwierdziła wygraną Peñy Nieto, który uzyskał 38,21% głosów, podczas gdy López Obrador zdobył 31,59%, a Josefina Vazquez Mota – 25,41% głosów.
Podczas gdy Vazquez Mota zaakceptowała wyniki wyborów, López Obrador w dalszym ciągu kwestionował je, występując z oficjalną skargą do sądu. Przez cały lipiec w Meksyku odbywały wielotysięczne demonstracje kwestionujące wygraną Peñy Nieto, w których uczestniczyli również członkowie ruchu Yo Soy 132. 30 sierpnia 2012 sąd wyborczy odrzucił skargi wyborcze Lópeza Obradora, argumentując, że nie dopatrzył się wystarczających dowodów naruszenia prawa i ostatecznie zatwierdził wyniki wyborów ogłoszone przez komisję wyborczą.
1 grudnia 2012 Peña Nieto został uroczyście zaprzysiężony na stanowisku prezydenta Meksyku. Tego samego dnia powołał również 20-osobowy gabinet. 1 grudnia 2018 zakończył swoją sześcioletnią kadencję prezydenta, przekazując władzę Andresowi Obradorowi.

## Rodzina
W 1993 Enrique Peña Nieto poślubił Monicę Pretelini, z którą ma troje dzieci: Paulinę, Alejandro i Nicole. Żona zmarła jednakże 11 stycznia 2007, w czasie gdy zajmował stanowisko gubernatora, w wyniku niewydolności oddechowej spowodowanej padaczką.
W 2008 Peña Nieto publicznie przyznał się do związku z aktorką telewizyjną Angélicą Riverą, która była w tamtym czasie zamężna. Po uzyskaniu przez nią rozwodu cywilnego i unieważnienia ślubu kościelnego, para zawarła związek małżeński 27 listopada 2010 w katedrze w Toluce.
W 2010 do opinii publicznej dotarły informacje o dwóch nieślubnych dzieciach Peñy Nieto, które urodziły się, gdy ten pozostawał w związku małżeńskim. Jedno z dzieci, urodzone z anonimowej matki zmarło w niemowlęctwie z powodu nowotworu. Matką drugiego syna, urodzonego w 2005, była Maritza Diaz Hernandez. Peña Nieto przyznał się do ojcostwa obu dzieci i poinformował, że zapewnia środki materialne dla nieślubnego syna.